# Palau Morosini Brandolin
El Palau Morosini Brandolin és un palau de Venècia situat al barri de San Polo i amb vistes a la riba dreta del Gran Canal, davant del palau de Ca' d'Oro .

## Història
La família Morosini va construir el palau a la segona meitat del segle xv, reprenent l'estil de Ca' Foscari. Al segle XVIII la propietat va passar a la família Brandolini, posteriorment a les famílies Lago i Topan. Actualment l'edifici està dividit en diferents propietats.

## Arquitectura
El palau és un exemple del gòtic florit venecià. La façana actual té una planta baixa rústica amb dos portals i dos pisos principals compostos per finestres centrals de sis llums i parells de finestres laterals d'una sola llum. Al primer pis les finestres de sis llums tenen un arc ogival mentre que al segon pis tenen els típics arcs amb quadrilòbuls perforats. Al segle XIX es va enderrocar un tercer pis noble, probablement per motius estàtics.